# Dekanat Český Krumlov
Dekanat Český Krumlov – jeden z 10 dekanatów diecezji czeskobudziejowickiej w Czechach. W jego skład wchodzi 47 parafii. 

## Lista parafii
| Lp. | Miejscowość          | Parafia                                                     |
| --- | -------------------- | ----------------------------------------------------------- |
| 1   | Benešov nad Černou   | Parafia św. Jakuba Starszego Apostoła                       |
| 2   | Besednice            | Parafia św. Prokopa Opata                                   |
| 3   | Blansko u Kaplice    | Parafia św. Jerzego                                         |
| 4   | Boletice             | Parafia św. Mikołaja                                        |
| 5   | Brloh                | Parafia św. Szymona i św. Judy Tadeusza                     |
| 6   | Cetviny              | Parafia Narodzenia Najświętszej Maryi Panny                 |
| 7   | Černá v Pošumaví     | Parafia Niepokalanego Poczęcia Najświętszej Maryi Panny     |
| 8   | Černice              | Parafia św. Marii Magdaleny                                 |
| 9   | Český Krumlov        | Parafia św. Wita                                            |
| 10  | Dolní Dvořiště       | Parafia św. Idziego                                         |
| 11  | Dolní Vltavice       | Parafia św. Leonarda                                        |
| 12  | Frymburk             | Parafia św. Bartłomieja                                     |
| 13  | Hodňov               | Parafia Trójcy Przenajświętszej                             |
| 14  | Horní Dvořiště       | Parafia św. Michała                                         |
| 15  | Horní Planá          | Parafia św. Małgorzaty                                      |
| 16  | Hořice na Šumavě     | Parafia św. Katarzyny                                       |
| 17  | Chvalšiny            | Parafia św. Marii Magdaleny                                 |
| 18  | Jablonec             | Parafia Znalezienia Krzyża Świętego                         |
| 19  | Kájov                | Parafia Wniebowzięcia Najświętszej Maryi Panny              |
| 20  | Kaplice              | Parafia Świętych Apostołów Piotra i Pawła                   |
| 21  | Kapličky             | Parafia św. Jana i św. Pawła                                |
| 22  | Křemže               | Parafia św. Michała                                         |
| 23  | Malonty              | Parafia św. Bartłomieja                                     |
| 24  | Malšín               | Parafia św. Małgorzaty                                      |
| 25  | Omlenice             | Parafia Matki Bożej Bolesnej i św. Jana Nepomucena          |
| 26  | Ondřejov             | Parafia Nawiedzenia Najświętszej Maryi Panny i św. Andrzeja |
| 27  | Pohorská Ves         | Parafia św. Leonarda                                        |
| 28  | Pohoří na Šumavě     | Parafia Matki Bożej Dobrej Rady                             |
| 29  | Polná na Šumavě      | Parafia św. Marcina                                         |
| 30  | Přední Výtoň         | Parafia św. Filipa i św. Jakuba                             |
| 31  | Přídolí              | Parafia św. Wawrzyńca                                       |
| 32  | Rožmberk nad Vltavou | Parafia św. Mikołaja                                        |
| 33  | Rožmitál na Šumavě   | Parafia św. Szymona i św. Judy Tadeusza                     |
| 34  | Rychnov nad Malší    | Parafia św. Andrzeja                                        |
| 35  | Rychnůvek            | Parafia św. Wacława                                         |
| 36  | Slavkov              | Parafia św. Bartłomieja                                     |
| 37  | Soběnov              | Parafia św. Mikołaja                                        |
| 38  | Svéraz               | Parafia Świętych Apostołów Piotra i Pawła                   |
| 39  | Světlík              | Parafia św. Jakuba Starszego Apostoła                       |
| 40  | Velešín              | Parafia św. Wacława                                         |
| 41  | Větřní               | Parafia św. Jana Nepomucena                                 |
| 42  | Věžovatá Pláně       | Parafia św. Anny                                            |
| 43  | Vitěšovice           | Parafia św. Jana Nepomucena                                 |
| 44  | Vyšší Brod           | Parafia św. Bartłomieja                                     |
| 45  | Zátoň                | Parafia Męczeństwa św. Jana Chrzciciela                     |
| 46  | Zlatá Koruna         | Parafia Wniebowzięcia Najświętszej Maryi Panny              |
| 47  | Zvonková             | Parafia św. Jana Nepomucena                                 |